# Pontostratiotes cecilae
Pontostratiotes cecilae is een eenoogkreeftjessoort uit de familie van de Aegisthidae. De wetenschappelijke naam van de soort is voor het eerst geldig gepubliceerd in 1978 door Dinet.